# Château d'Herbilly
Le château d'Herbilly, (hameau d'Herbilly, commune de Mer, dans le Loir-et-Cher), aussi appelé « La Grand'Cour », est la demeure dans laquelle vécut Michel Joseph Maunoury (1847-1923), maréchal de France, un des grands chefs militaires français de la Grande Guerre.